# Monte Tupungatito
Il Tupungatito (5.913 m s.l.m.) è un vulcano delle Ande meridionali. Si trova a 99 km a est della capitale del Cile, Santiago del Cile, e immediatamente a sud-ovest c'è il Cerro Tupungato. Il suo nome significa gattino.